# Театральні фестивалі України

### Список
| Назва                                                | Опис | Місце проведення          | Посилання                                                        |
| ---------------------------------------------------- | --- | ------------------------- | ---------------------------------------------------------------- |
| «Класика сьогодні»                                   | Фестиваль вистав, поставлених за класичною драматургією. «Класика сьогодні» з самого початку носить конкурсний характер. Міжнародне журі визначає переможців у різних номінаціях                   | Кам'янське                | https://teatr-dndz.com/festyval/                                 |
| «Золотий Лев»                                        | Міжнародний театральний фестиваль «Золотий Лев» є державним плановим фестивалем України, який відбувається що два роки у м. Львові на базі Львівського академічного духовного театру «Воскресіння» | Львів                     | http://golden-lion.com.ua/history/                               |
| Фестиваль «Любові і Бобра»                           | Фестиваль драми | Київ                      | https://www.facebook.com/Dramabobr                               |
| «Горизонти Курбаса»                                  | Фестиваль об'єднаних театрів України, в яких свого часу працював та творив Лесь Курбас | Львів                     | https://www.facebook.com/events/501658687995710?active_tab=about |
| «Franco–Fest»                                        | Відкритий фестиваль незалежних та молодіжних театрів | Коломия                   | https://www.facebook.com/franco.teatr/                           |
| «ГаШоТю»                                             | Міжнародний фестиваль комедійного мистецтва | Київ                      | https://www.facebook.com/atamplua                                |
| «Чарівні мелодії»                                    | Міжнародний багатожанровий фестиваль-конкурс мистецтв | Бердянськ                 | http://charivnimelodii.com/                                      |
| «Тарас Бульба — 30 ROCK'ів»                          | | Дубно                     | https://tarasbulba-rockopera.com/                                |
| Фестиваль «Справжніх ТЕатральних Патріотів» («СТеП») | | село Подвірне на Буковині | https://www.facebook.com/events/560541034985301                  |
| «Кіт Ґаватовича»                                     | | Львів                     | https://kitgavatovycha.com.ua/                                   |
| «Вересневі самоцвіти»                                | Всеукраїнське свято театрального мистецтва | Кропивницький             | https://www.facebook.com/VERESFEST50                             |
| «Монологи над Ужем»                                  | Міжнародний театральний фестиваль моновистав | Ужгород                   | https://www.facebook.com/monologifest                            |
| «Інтерлялька»                                        | Міжнародний фестиваль театрів ляльок | Ужгород                   | http://bavka.com/inter                                           |